# Miloslavskoe
Miloslavskoe (in russo Милославское?) è un insediamento di tipo urbano della Russia europea centrale, situato nell'oblast' di Rjazan'; è il centro amministrativo del distretto Miloslavskij.
Si trova 136 km a sud-ovest di Rjazan'.